# Citadel Hồ-dynastiet
Citadel Hồ-dynastiet ligger i provinsen Thanh Hoa i Vietnam som i 2011 kom på UNESCOs verdensarvsliste. Det blev bygget i 1395 (Hồ-dynastiet) for at beskytte DaiViet fra kinesiske angreb af Ming dynastiet. I juli 2011 blev det en af verdens kulturarv (UNESCO).
Citadel Hồ-dynastiet ligger 150 km syd for Hanoi.